# M80 (Übungsmine)
Die M80 (engl.: Mine, antitank, training: M80 oder auch M80 Practice) ist eine US-amerikanische Übungsmine zur Simulation der metallarmen Panzerabwehrmine M19. Die M80 selbst ist inert, enthält jedoch Öffnungen zur Aufnahme von Wiederaufnahmesicherungen, die wiederum explosiv sein können.

## Beschreibung
Die M19 hat einen quadratischen Minenkörper aus Kunststoff und eine 260 mm große runde Druckplatte auf der Oberseite. Die Farbe der Mine ist ein dunkles olivgrün. An einer Seite des Korpus ist ein Trageriemen angebracht. Eine der Ecken der Oberseite des Korpus ist beschriftet mit „MINE AT TRAINING M80“ (Bedeutung: Mine Panzerabwehr Training Typ M80). Die Positionen des mittigen Sicherungsdrehschalters sind beschriftet mit S (sicher / engl.: SAFE) und A (aktiviert / engl.: ARMED). Es gibt an der Vorder- und Unterseite jeweils eine Aufnahme für optionale zusätzliche Zünder, die als sogenannte Wiederaufnahmesicherung das Entfernen der Mine verhindern sollen. Diese zusätzlichen Zünder sind normalerweise der M1- und M2-Zugzünder und der M5-Entlastungszünder, sind jedoch zu Trainingszwecken durch die entsprechenden inerten Varianten zu ersetzen.

## Funktion
Die M80 wird primär genutzt, um eigene Truppen in Umgang, Verlegung, Aufklärung und Entschärfung der Mine M19 auszubilden, ohne sie durch tödliche Ladungen zu gefährden. Die M80 ist eine sehr realistische Nachbildung der M19. So lässt sich bspw. der Sicherungsclip entfernen, der Sicherungsdrehschalter betätigen, der Druckzünder „M606, Inert“ auslösen und verschiedene Wiederaufnahmesicherungen anbringen. Theoretisch lassen sich sogar mit Sprengmitteln bestückte Wiederaufnahmesicherungen anbringen, allerdings rät die Handlungsanweisung explizit davon ab, um Gefährdungen für Personen zu vermeiden. Die Mine wird normalerweise komplett eingegraben, mit Zündern versehen und scharf geschaltet. Wird dann, z. B. durch ein Fahrzeug, auf die Oberseite ein Druck von mehr als 118–226 kg (260–500 lbs) ausgeübt, löst der Druckzünder aus, was hier allerdings ohne Folgen bleibt. In Einzelfällen kann die Mine bereits ab 90 kg Druck auslösen. Wie die M19 enthält die M80 als metallarme Mine weniger als 3 Gramm Metall, daher kann an ihr explizit trainiert werden, wie man solche Minen sicher findet.